# John Canton
John Canton FRS (Stroud, 31 de julho de 1718 — Londres, 22 de março de 1772) foi um físico britânico.

## Vida
Ele nasceu em Middle Street Stroud, Gloucestershire, filho de um tecelão, John Canton (nascido em 1687) e Esther (nascida Davis). Ainda estudante, ele se tornou a primeira pessoa a determinar a latitude de Stroud, enquanto fazia um relógio de sol. O relógio de sol chamou a atenção de muitos, incluindo o Dr. Henry Miles, membro da Royal Society nascido em Stroud. Miles encorajou Canton a deixar Gloucestershire para se tornar um professor estagiário de Samuel Watkins, o diretor de uma escola não-conformista em Spital Square, Londres, com quem acabou firmando parceria.

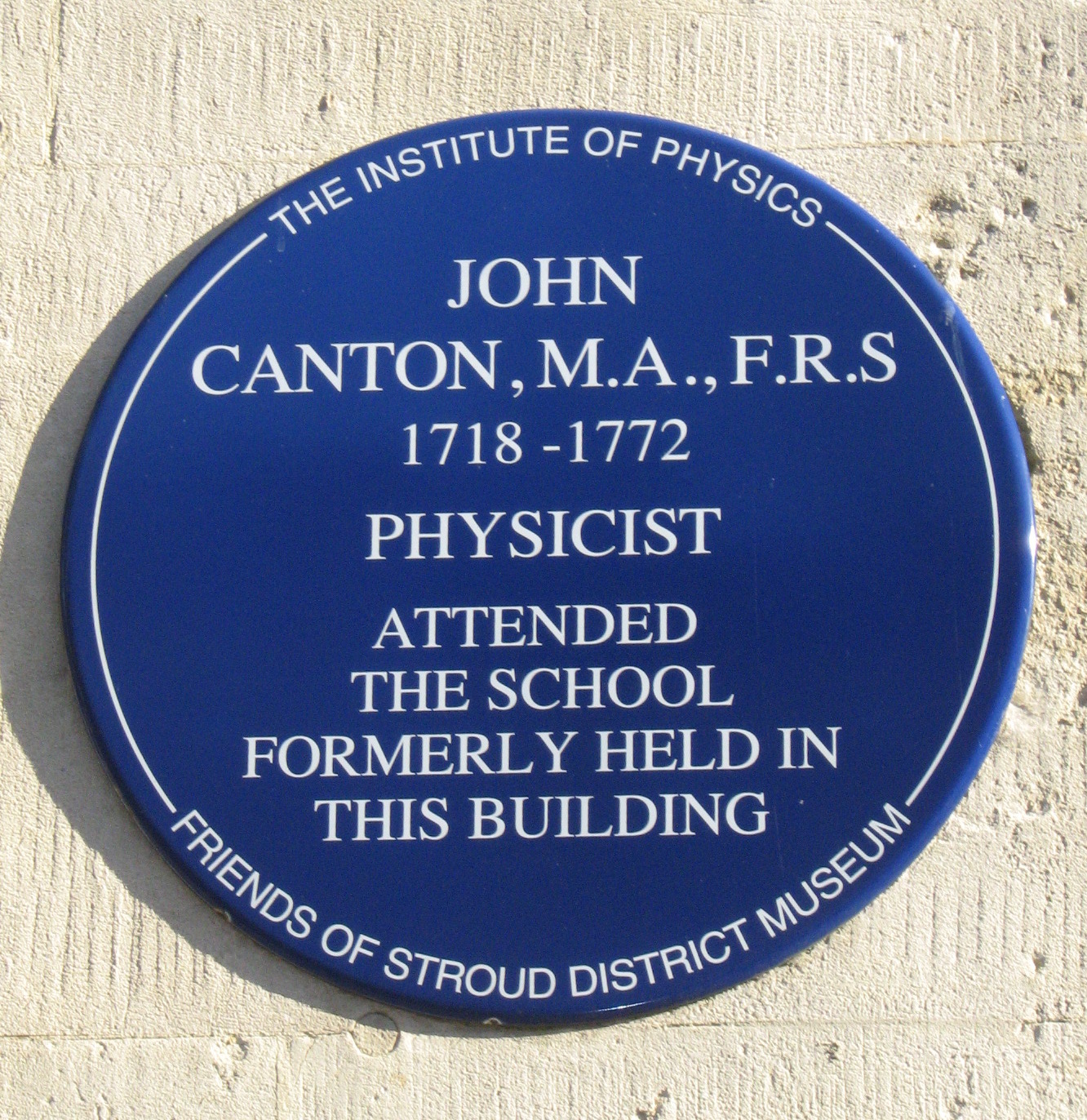
Placa dedicada a John Canton na parede da antiga câmara municipal de Stroud, Gloucestershire

Por volta de 1745 fez alguns melhoramentos em eletricidade, e em 1750 leu um artigo perante a Royal Society sobre um método de produção de ímãns artificiais, pelo qual foi eleito membro da sociedade e foi condecorado com a Medalha Copley de 1751. Foi o primeiro na Inglaterra a verificar a hipótese de Benjamin Franklin sobre a identidade entre raios e eletricidade, e realizou diversas descobertas sobre eletricidade.
Em 1762 e 1764 publicou experimentos refutando a decisão da Academia de Belas Artes de Florença, na época geralmente aceita, de que a água é incompressível. Em 1768 descreveu a preparação, por calcinação de conchas de ostra por enxofre, de materiais fosforecentes.
Possuiu as cartas de Thomas Bayes, que foram publicadas pela Royal Society.